# Micrandropsis scleroxylon
Micrandropsis es un género monotípico perteneciente a la familia de las euforbiáceas. Su única especie: Micrandropsis scleroxylon es originaria de Brasil donde se encuentra en Amazonia.

## Taxonomía
El género fue descrito por (W.A.Rodrigues) W.A.Rodrigues y publicado en Acta Amazonica 3: 5. 1973.
Sinonimia
- Micrandra scleroxylon W.A.Rodrigues[3][4]